# Expo-sciences Hydro-Québec
L'Expo-sciences Hydro-Québec est une compétition scientifique québécoise pour les jeunes de moins de 20 ans.
Les Expo-sciences sont organisées par le Réseau CDLS-CLS, qui comprend le Conseil de développement du loisir scientifique (CDLS) et les neuf (9) conseils du loisir scientifique régionaux ainsi que l’Alliance pour l’enseignement de la science et des technologies (AEST).
Les 13 finales régionales des Expo-sciences sont organisées par les Conseils du loisir scientifique régionaux. L'AEST est responsable de l'organisation du Montreal Regional Science and Technology Fair, l'Expo-sciences anglophone de la grande région de Montréal (Lanaudière, Laurentides, Laval, Montérégie, Montréal).
La Super Expo-sciences Hydro-Québec, finale québécoise, est sous la responsabilité du Conseil de développement du loisir scientifique. Le CDLS est également responsable des délégations représentant le Québec aux Expo-sciences pancanadienne et aux Expo-sciences internationale (MILSET).
Tous les détails, les règlements, les formulaires d'inscription pour les finales régionales et des idées de projets sont disponibles sur le site Web officiel des Expo-sciences

## Liens
- Site Web officiel des Expo-sciences : Expo-sciences Hydro-Québec